# Liste der Biografien/Walp
Liste der Biografien |
Portal Biografien |
Personensuche
# |
A |
B |
C |
D |
E |
F |
G |
H |
I |
J |
K |
L |
M |
N |
O |
P |
Q |
R |
S |
T |
U |
V |
W |
X |
Y |
Z |
?
 
Wa |
Wc |
Wd |
We |
Wh |
Wi |
Wj |
Wl |
Wn |
Wo |
Wr |
Ws |
Wt |
Wu |
Ww |
Wy |
Wz
 
Waa |
Wab |
Wac |
Wad |
Wae |
Waf |
Wag |
Wah |
Wai |
Waj |
Wak |
Wal |
Wam |
Wan |
Wao |
Wap |
Waq |
War |
Was |
Wat |
Wau |
Wav |
Waw |
Wax |
Way |
Waz
 
Wala |
Walb |
Walc |
Wald |
Wale |
Walf |
Walg |
Walh |
Wali |
Walj |
Walk |
Wall |
Walm |
Waln |
Walo |
Walp |
Walq |
Walr |
Wals |
Walt |
Walu |
Walw |
Waly |
Walz
Die Liste der Biografien führt alle Personen auf, die in der deutschsprachigen Wikipedia einen Artikel haben. Dieses ist eine Teilliste mit 29 Einträgen von Personen, deren Namen mit den Buchstaben „Walp“ beginnt.

## Walp

### Walpe
- Walpen, Armin (* 1948), Schweizer Jurist und Medienmanager
- Walpen, Bernhard (* 1959), Sozialwissenschaftler und Journalist
- Walpen, Pascal (* 1968), Schweizer Jazzmusiker (Trompete, Flügelhorn)
- Walper, Otto (1543–1624), deutscher Philologe und Theologe
- Walper, Sabine (* 1956), deutsche Psychologin
- Walpergen, Peter Friedrich de (1730–1809), deutscher Zeichner und Maler
- Walpers, Wilhelm Gerhard (1816–1853), deutscher Botaniker
- Walpert († 899), Patriarch von Aquileia
- Walpert, Otto (1909–1979), deutscher Politiker (SPD), MdB

### Walpo
- Walpole, Horace, 4. Earl of Orford (1717–1797), britischer Schriftsteller, Politiker und Künstler
- Walpole, Hugh (1884–1941), britischer Schriftsteller
- Walpole, Maria († 1807), britische Adlige, durch Heirat ein Mitglied des britischen Königshauses
- Walpole, Robert (1676–1745), erster Premierminister GroßbritanniensRobert Walpole (1676–1745)

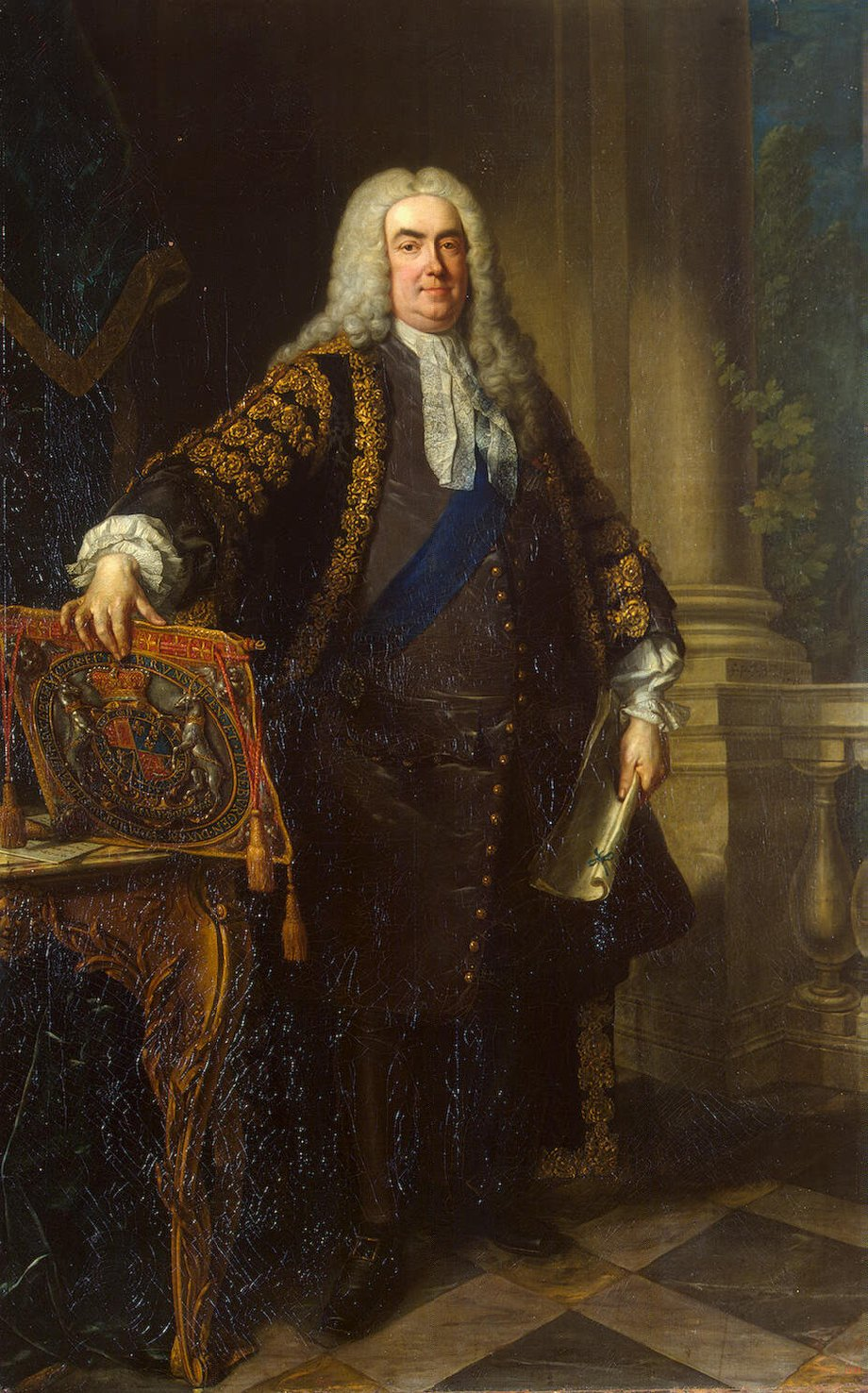
Robert Walpole (1676–1745)

- Walpole, Robert, 10. Baron Walpole (1938–2021), britischer Politiker und Peer
- Walpole, Ronald Noel (1903–1986), US-amerikanischer Romanist und Mediävist britischer Herkunft
- Walpole, Spencer Horatio (1806–1898), britischer Politiker (Conservative Party), Mitglied des House of Commons
- Walpot, Heike (* 1960), deutsche Raumfahreranwärterin
- Walpot, Luc (* 1959), belgischer Journalist
- Walpot, Peter († 1578), Vorsteher der Hutterischen Täufer in Mähren
- Walpoth, Bruno (* 1959), italienischer Bildhauer (Südtirol)
- Walpoth, Johann Baptist (1911–1934), italienischer Bildhauer (Südtirol)
- Walpott-Bassenheim, Ernst Emmerich von, Domherr in Münster
- Walpott-Bassenheim, Johann Edmund von, Domherr in Münster
- Walpott-Bassenheim, Johann Ulrich von († 1653), Domherr in Münster

### Walpu
- Walpurgis II. von Rosdorf († 1358), deutsche Adlige
- Walpurgis, Maik (* 1973), deutscher Fußballtrainer
- Walpuski, Günter (* 1937), deutscher Erwachsenenbildner, Reserveoffizier, Kommunalpolitiker (SPD) und Autor
- Walpuski, Maik (* 1977), deutscher Lehrer und Professor für die Didaktik der Naturwissenschaften
- Walpuski, Volker Jörn, deutscher Pädagoge und Hochschullehrer